# Pico da Mariana
O Pico da Mariana é uma elevação portuguesa localizada na ilha de São Miguel, arquipélago dos Açores.
Este acidente geológico tem o seu ponto mais elevado a 445 metros de altitude acima do nível do mar e alberga uma mini-hidrica destinada à produção de Energia eléctrica.
Nas imediações desta formação montanhosa passa a Grota das Pedras e encontra-se o Pico João Fernandes.